# Итамар Франко
Итамар Аугусто Каутијеро Франко (порт. Itamar Augusto Cautiero Franco; 28. јун 1930 — 2. јул 2011) био је бразилски политичар који је обављао функцију председника Бразила од 29. децембра 1992. до 1. јануара 1995. године. Претходно је био потпредседник Бразила.